# Geneva (miasto w stanie Nowy Jork)
Geneva – miasto w Stanach Zjednoczonych, w stanie Nowy Jork.
Zajmuje powierzchnię 5,84 mi² (około 15,13 km²) i leży na terenie dwóch hrabstw. Część znajdująca się w hrabstwie Ontario ma powierzchnię 4,2 mi², a część leżąca w hrabstwie Seneca powierzchnię 1,64 mi² i jest niezaludniona. 
Według spisu z 2010 roku populację miasta stanowi 13 261 osób, zamieszkałych w 5486 gospodarstwach domowych. W 2000 miasto zamieszkiwało 13 617 osób, a w 1990 było ich 14 143.
Na jego terenie znajduje się New York State Agricultural Experiment Station Uniwersytetu Cornella.